# Kapi (Estland)
Kapi (Duits: Kappimois) is een plaats in de Estlandse gemeente Muhu, provincie Saaremaa. De plaats heeft de status van dorp (Estisch: küla).

## Bevolking
Het dorp had 20 inwoners op 31 december 2011 en 17 inwoners op 31 december 2021.

## Geschiedenis
Het landgoed Cappenhof of Kappimois werd voor het eerst genoemd in 1618, maar het is ouder. Het werd gesticht toen Muhu onder Deense heerschappij stond, in de tweede helft van de 16e eeuw. De naam gaat terug op de familie Kappen, rond 1600 de eigenaars van het landgoed. Tijdens de Grote Noordse Oorlog werd Estland veroverd door het Tsaardom Rusland. De Russische tsaar kocht het landgoed Kappimois op. Het dorp Tupenurme, ook een kroondomein, werd aan het landgoed toegevoegd. Tussen 1744 en 1750 werden de grenzen van Kappimois opnieuw vastgelegd. In 1756 werden de landgoederen Kappimois en Grabbenhof (Rinsi) samengevoegd tot het landgoed Kappimois-Grabbenhof. In 1873 kreeg Rinsi een Russisch-Orthodoxe kerk; in 1850 was al een deel van het landgoed aan de kerk overgedragen.
Een dorp Kapi ontstond in de 19e eeuw. Tussen 1977 en 1997 maakte het deel uit van Tupenurme.